# 电话的历史

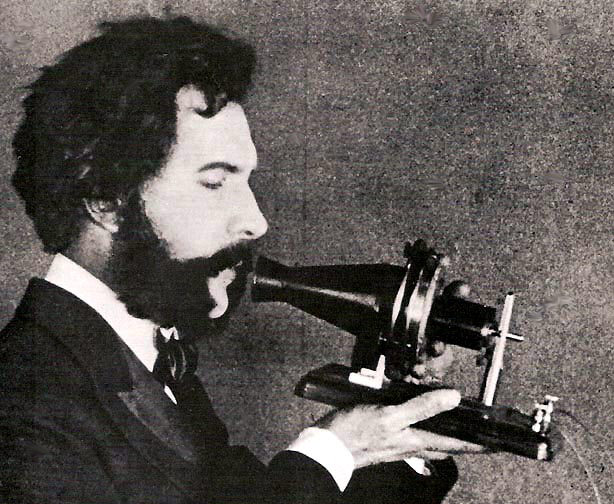
1915年的无声电影中演员表现亚历山大·格拉汉姆·贝尔使用1876年发明的电话送话器

电话的历史以编年的形式介绍了电话从发明到当前的历史。

## 电话的发明
谁是电话的发明人长期存在争议，大量的专利权的诉讼并没有能澄清这个问题，Charles Bourseul、Innocenzo Manzetti、安东尼奥·穆齐、約翰·菲利普·雷斯、亚历山大·格拉汉姆·贝尔、Elisha Gray都被认为对此有贡献， 然而，贝尔和爱迪生的专利在商业上具有决定性，因为他们主导了电话技术并得到了美国法院判决的支持。

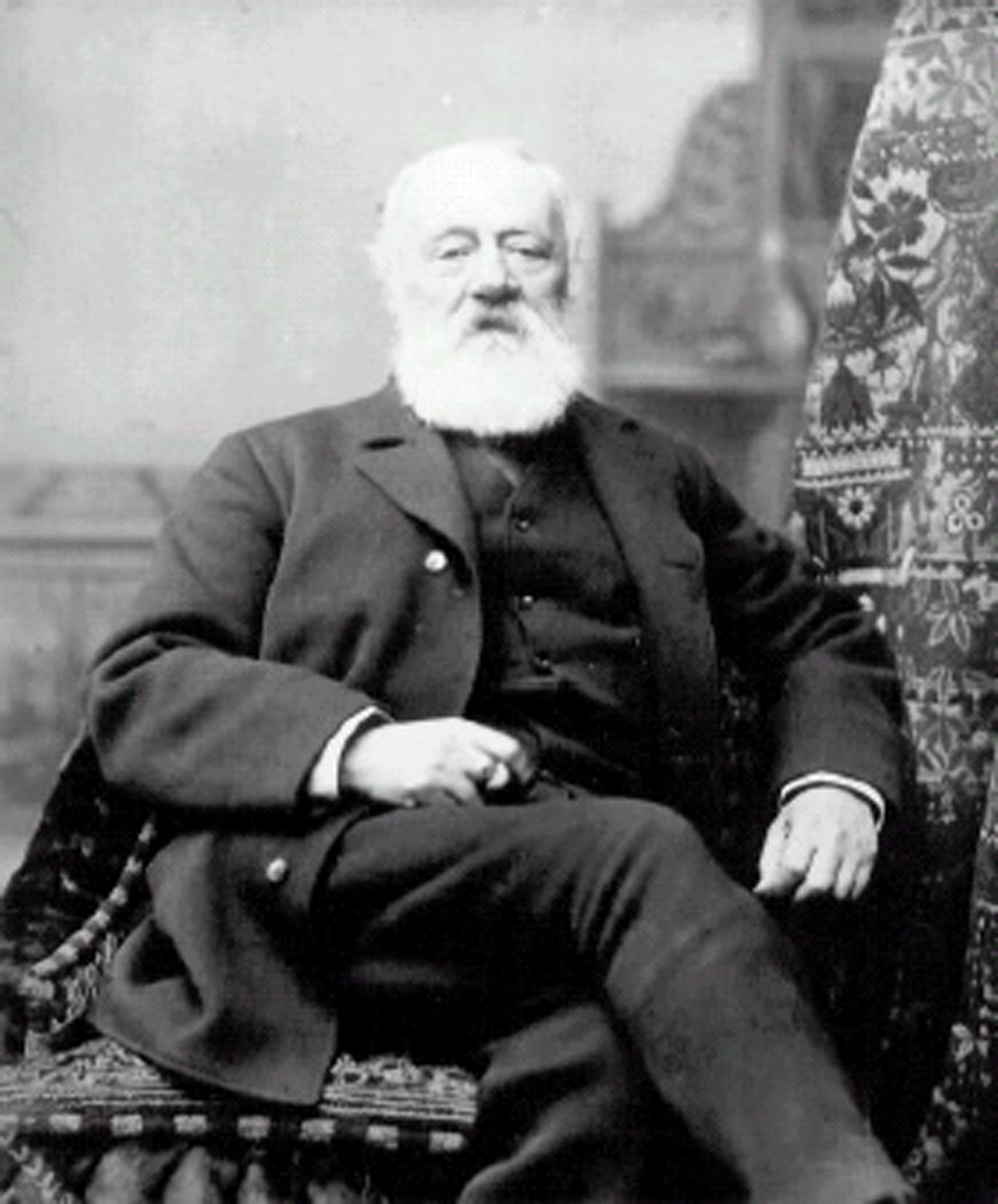
安东尼奥·穆齐，1854年创建了类似电话的设备
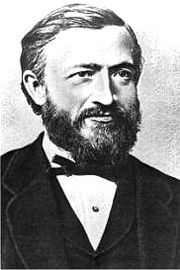
Johann Philipp Reis，1860年创建了雷斯电话原型。
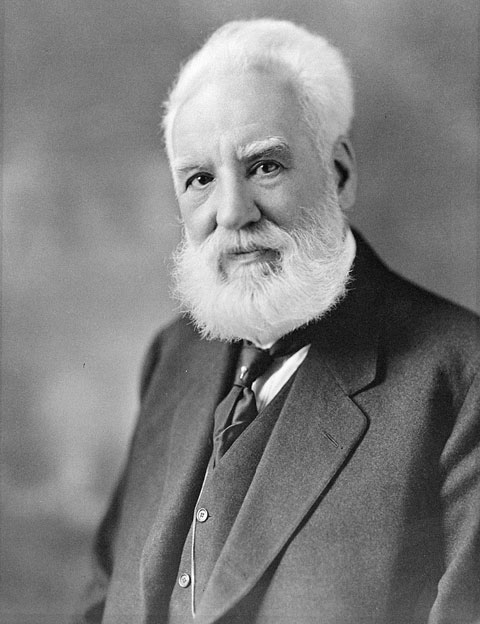
亚历山大·格拉汉姆·贝尔，1876年被授予电话发明美国专利。
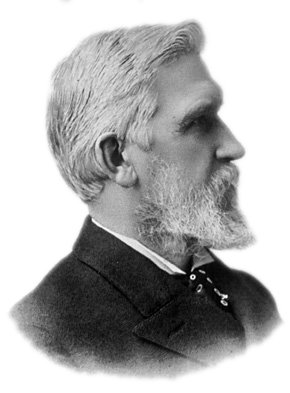
Elisha Gray，1876年在美国设计了使用水麦克风的电话。
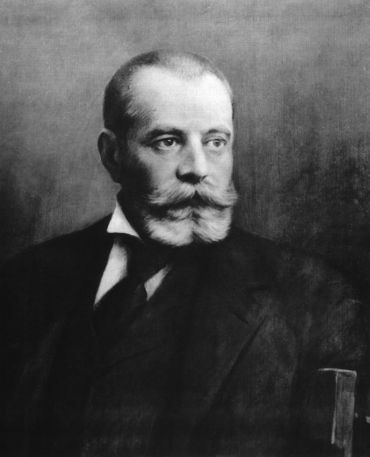
Tivadar Puskás（英语：Tivadar Puskás），1876年提出关于电话交换机的建议。
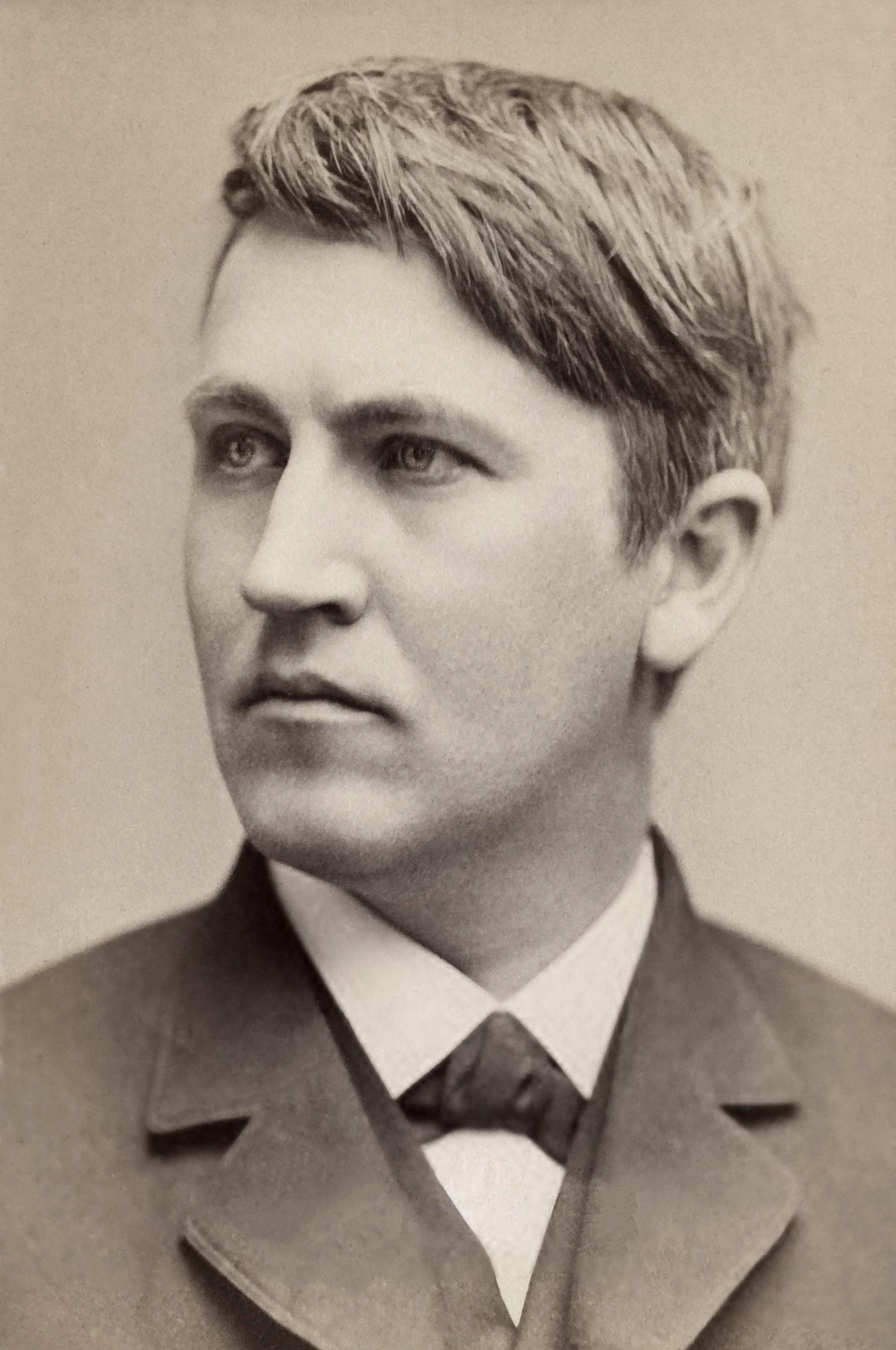
爱迪生，发明了可以产生更强信号的碳精送话器。

现代电话是许多人共同工作的结果。不过亚历山大·格拉汉姆·贝尔是第一个拥有电话专利的人。贝尔通常被认为是第一个实用电话的发明者。不过在德国，Johann Philipp Reis被视为一个电话的先锋，只是他没有制作出成功的设备。同时，意大利裔美国发明家和商人安东尼奥·穆齐也因其对电话的贡献而得到美国众议院的认可。
Elisha Gray和贝尔在二人是分别独立地发明了电话还是贝尔从Elisha Gray窃取了发明存在争议。
美国众议院在2002年6月15日269号决议确认了安东尼奥·穆齐在电话发明中的贡献，但加拿大众议院几天后通过决议，重申贝尔是电话的发明者。

## 早期发展

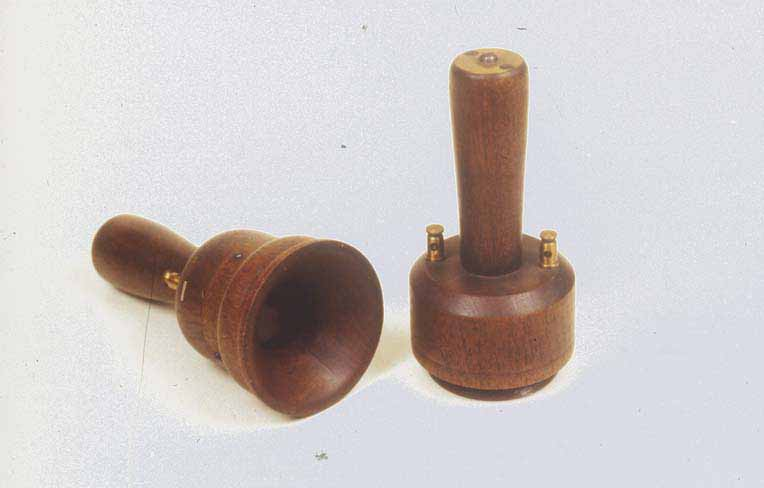
安东尼奥·穆齐的电话

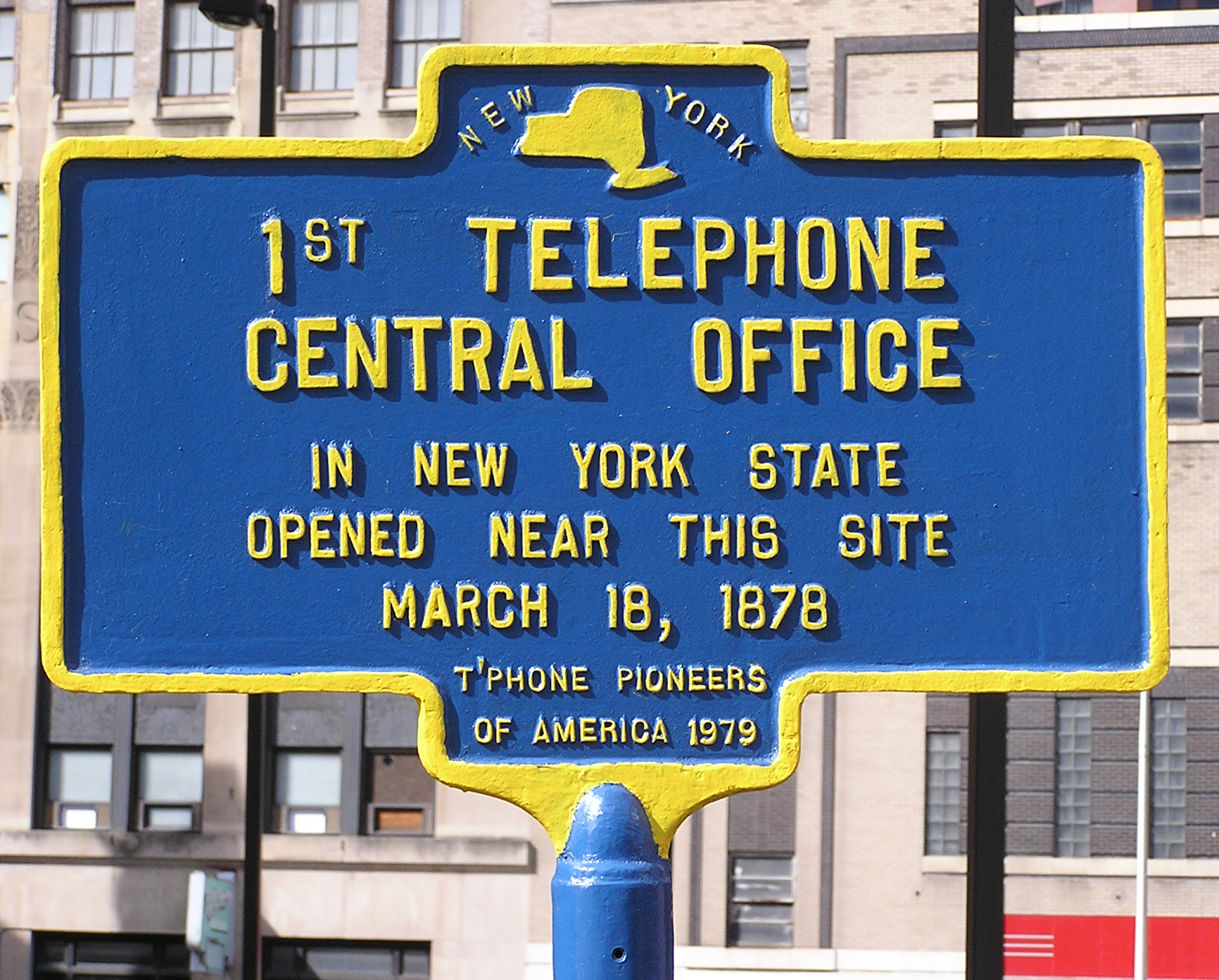
纪念美国纽约州的第一个电话局的标志(1878年)

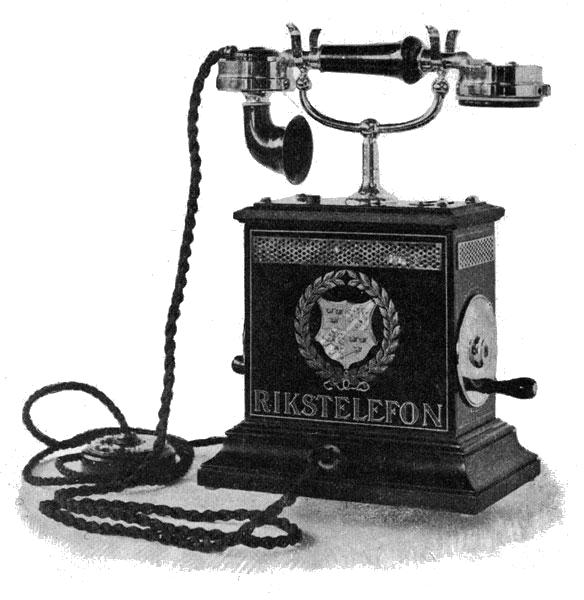
1896年的电话(瑞典)

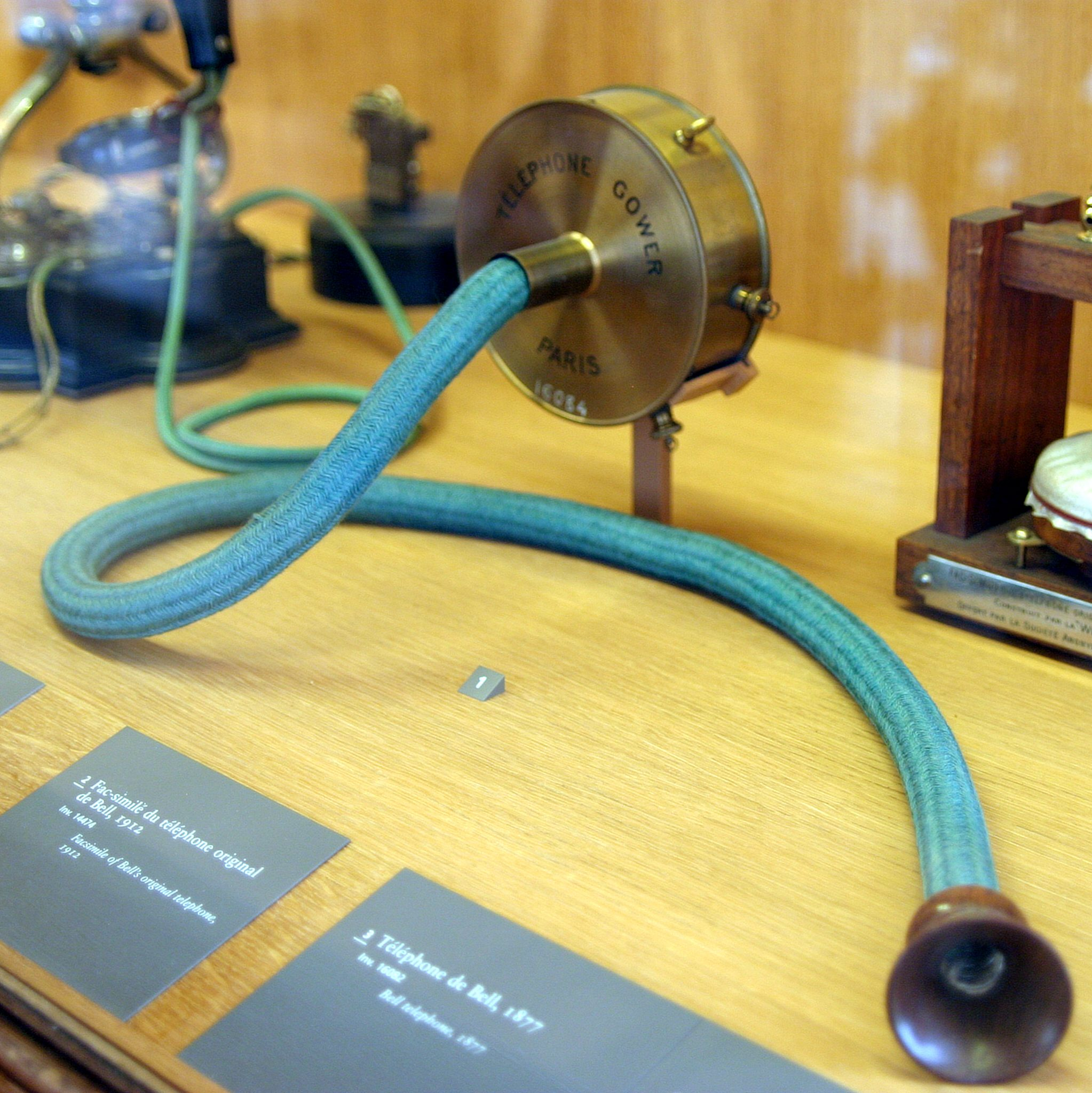
巴黎工艺美术博物馆展示的1912年的电话

- 1844年: Innocenzo Manzetti首次提出“可以说话的电报”设想。
- 1854年: Charles Bourseul写下电话的原理。
- 1854年: 安东尼奥·穆齐在纽约展示了语音操作的电子设备(设备类型不明)。
- 1861年: Philipp Reis建造了第一个传送语音的电话。
- 1871年12月28日: 安东尼奥·穆齐在美国提出“声音电报”设备的专利权(非正式)申请。[3]
- 1872年: Elisha Gray建立西部电子制造公司。
- 1875年7月1日: 贝尔使用双向电话来传送类似语音但并非清晰语音的声音，送话器和受话器是相同的电磁器件。
- 1875年: 爱迪生试验声频电报，11月制作了电力接收器，但没有进一步发展。
- 1875: 电话交换机的发明者匈牙利人Tivadar Puskas抵达美国。
- 1875年4月6日: 贝尔的161,739号美国专利“电子电报的发送器和接收器”得到批准。
- 1876年1月20日: 贝尔签署、公证了他的电话专利权申请。
- 1876年2月11日: Elisha Gray设计了用于电话的液体传送器但并没有制做一台。
- 1876年3月7日: 贝尔的174,465号美国专利被批准。
- 1876年3月10日: 贝尔使用液体送话器和电磁受话器发送一句话： "Mr. Watson, come here! I want to see you!(华生先生，来这里！我要见你！)" 。
- 1877年1月30日: 贝尔的186,787号美国专利被批准，内容是一个使用永久磁铁、铁质振膜和呼叫铃的电磁电话。
- 1877年4月27日：爱迪生申请关于碳送话器的专利，专利在15年后才得到批准。
- 1877年10月6日：科学美国人杂志出版了贝尔的发明(那时电话还没有振铃)。
- 1877年11月12日：第一个商业电话公司在柏林附近的Friedrichsberg 开始电话业务，使用的是西门子建设的电话设备。[4]
- 1877年: 在波士顿成立第一个试验电话交换机以及第一個電話局[5]。
- 1877年: 第一个长途电话线。
- 1877年：Emile Berliner发明第一个电话送话器。
- 1878年1月28日：美国第一个商用电话交换局在康涅狄格州纽黑文投入运营。
- 1878年6月15：第一个商用长途电话线路投入运营，连接马萨诸塞州的斯普林菲尔德和霍利奥克。[6]
- 1879年：爱迪生制成炭精送话器，使送话效果显著提高。

## 20世纪的发展

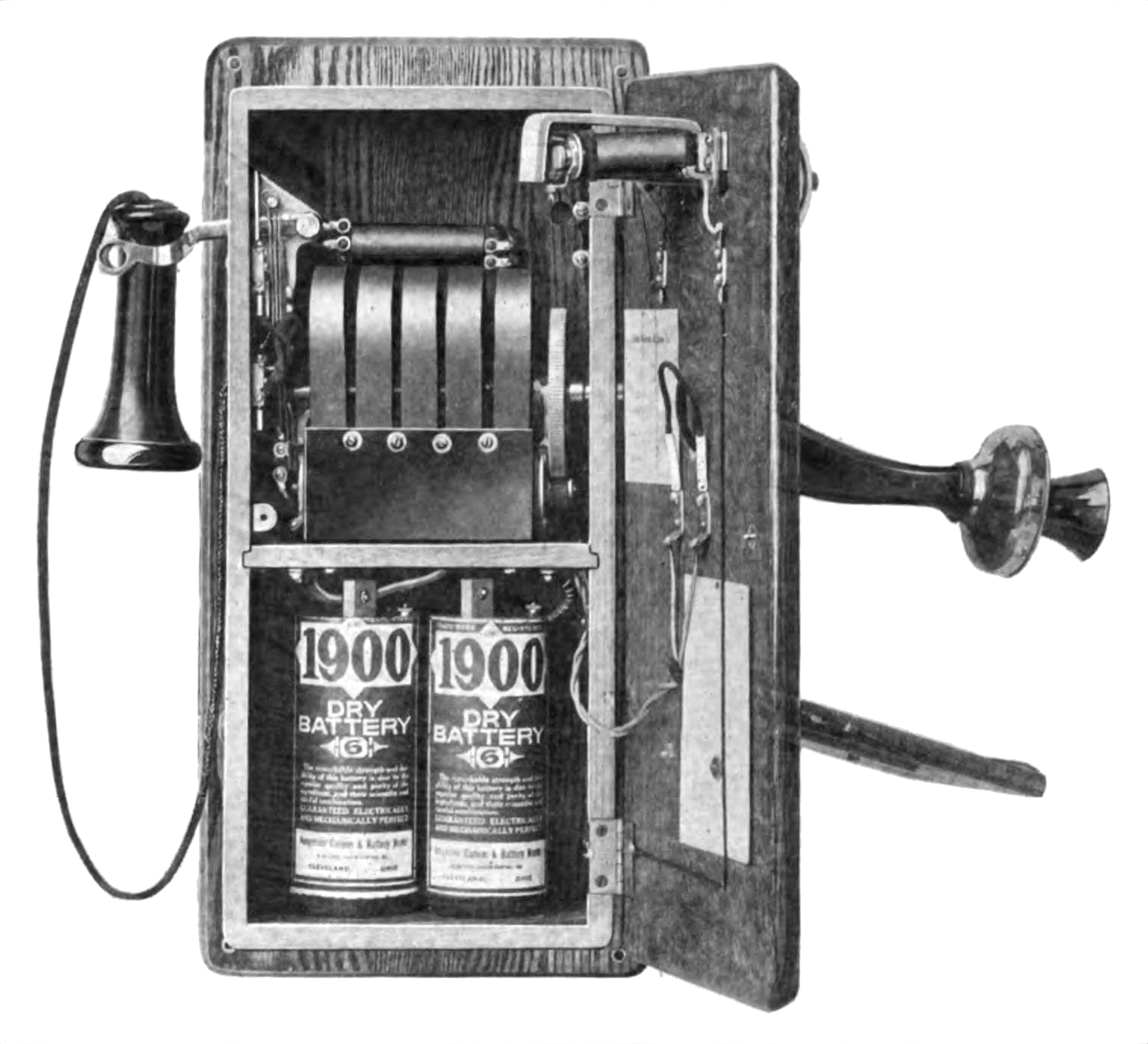
1917年的墙上电话，打开以显示内部的磁铁和电池

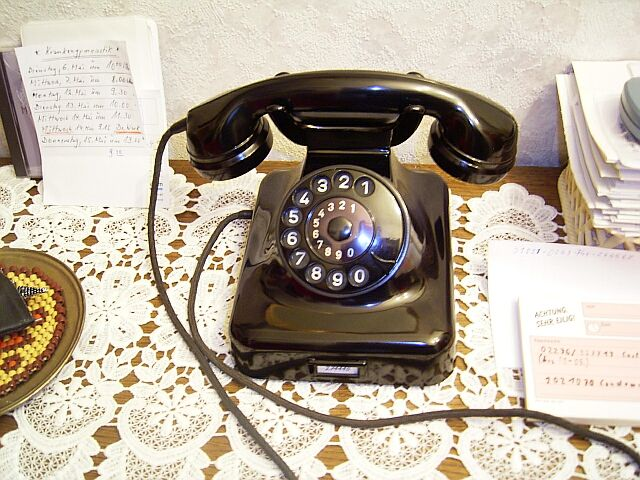
W48型德国电话

到1904年美国有300万电话靠人工电话交换连接。  到2014年，美国的电话密度在世界领先，超过瑞典、新西兰、瑞士和挪威的两倍。
1915年：美国第一个东西两岸长途电话开通仪式举行，两端分别是在纽约的贝尔和在旧金山的他的前助手Thomas Augustus Watson。
在20世纪初，应用最普遍、使用时间最长的电话类型开始引入，包括贝尔102型电话。它的碳颗粒送话器和电磁受话器组合在一个塑料手柄中，在不使用时被放置在底座的支架中。 受话器与线路直接连接，而送话器是感应耦合的，其中能量由本地电池供电。 耦合线圈、电池和振铃器与桌面装置分开放置。 底座中的旋转拨盘通过反复但非常短暂地断开线路电流来中断线路电流1到10次，当手柄放在支架上时，开关永久地断开线路和送话器电池。
从30年代开始，电话的底座把振铃器和感应线圈也覆盖进去，不再需要单独的振铃盒。同时中心机房的集中供电也取代了每户的单独电池供电。在接下来的半个世纪，电话机自身的变化很小，直到60年代按键取代了拨盘。

## 21世纪的发展
VoIP电话迅速发展，大量取代传统电话。

## 电话在中国的历史[10]

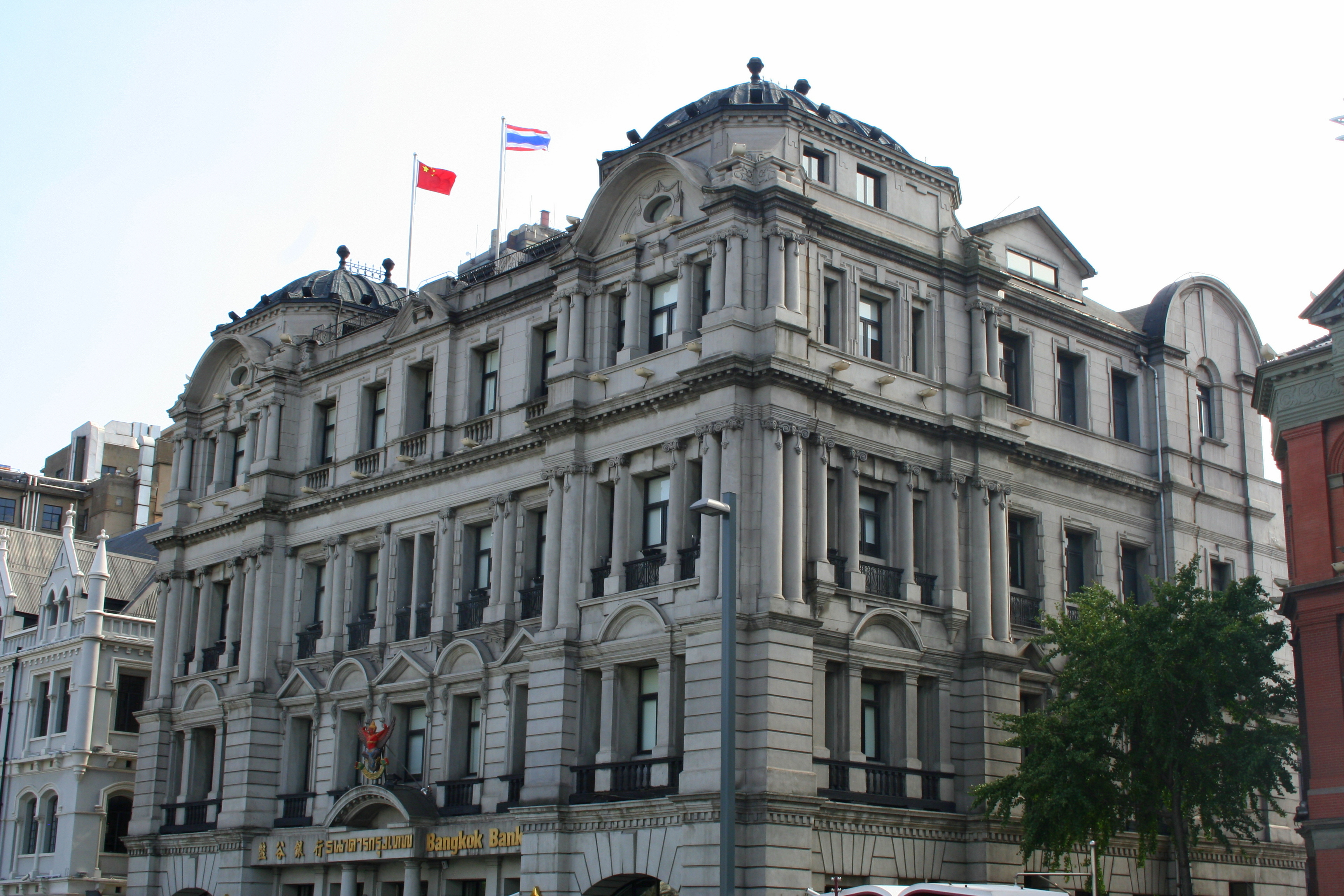
上海市, 外滩大北电报公司大楼，当时的远东总部

1877年12月24日：英国电报工程师毕晓普（James Draper Bishop)选择浦江饭店（Astor House，原名礼查饭店)与虹口消防站，利用两地之间的电报线进行了电话通话测试，效果非常理想。
1878年1月：中国轮船招商局（C.M.S.N)连接金利源码头和汉口路仓库之间（大约3英里）的第一条商用单线双向磁石式对讲电话开通，成为远东第一条投入商业应用的电话线路。
1881年11月：丹麦大北电报公司（Great Northen Telegraph Co. Ltd.)在外滩7号设电话交换所，经营电话业务，这是上海第一个经营性的电话交换所。截止次年2月21日，开通上海租界用户25家，每户话机年租费150元，并装有一部公用电话。
1882年4月：英商上海电话互助协会(Mutual Telephone Exchange Association of Shanghai)在九江路2号设立电话交换所，与丹麦大北电报公司展开竞争，每部电话年租费100元，拥有用户30多家。
1883年：英商中国东洋德律风公司（China and Japan Telephone Co.)接盘丹麦大北和电话互助会所办的电话交换所，经营电话业务。公司先设在外滩7号，后迁四川路14号。次年初夏，该公司第一个电话交换所在九江路2号开张，完成并网统一，采用两套爱立信公司生产的单线复式磁石交换机（单线，即大地回路）。1900年4月1日宣告停业，设备全部拆除，时有磁石式电话交换所一个，员工10人，用户360户，设备采用爱立信公司生产的复式磁石交换机，全部采用大地回路。
1899年：督办铁路大臣、大理寺少卿盛宣怀奏，电报公司拟添设德律风，杜外人觊觎之谋，保电局已就之利。允之。自是京师、天津、上海、奉天、福州、广州、江宁、汉口、长沙、太原皆设之。
1900年8月1日：英商华洋德律风公司（Shanghai Mutual Telephone Co.)正式对外营业，编印发行了中国电信史上第一张《用户号码表》，刊登户名和号码93个。
1906年4月27日：礼部尚书戴鸿慈和闽浙总督端方率中国代表团参观瑞典LM爱立信公司总部。同年11月6日，清政府推行官制改革，谕令设立邮传部，管理全国轮船、铁路、邮递和电信四政。1907年10月至11月，由邮传部拨款3万银元筹建的上海电话局，在南市东门外新码头里街建成开业。
1908年夏：邮传部高等实业学堂（上海交通大学）唐文治校长设立电机专科，定为三年毕业，请美国人谢尔屯（S. R. Sheldon）为科长，开中国学校电机学教育之先河。
1910年5月15日：英商华洋德律风公司新的中央交换局房（江西路24-A号基地）正式开通，安装了C. B. Multiple Switchboard复接共电式交换机，系统容量可达1万线，安装了51个座席，成为远东地区最先进的电话系统。这标志着上海电话技术进入“共电式”混合组网阶段。
1911年：邮传部高等实业学堂（上海交通大学）在电机专科第三年第二学期课程中设置了“电话学”。1921年7月交通大学完成改组工作，分为北京、上海、唐山三校，其中，沪校设立电机、机械二科，电机科四年级专业设置为电力工程、有线电报电话和无线电报电话。
1924年3月29日：英商华洋德律风公司东区局安装的1000线“爱立信制”（LME 500-point system)自动电话交换机投入使用，这标志着上海电话技术进入“自动式”混合组网阶段。
1926年2月1日，上海电话局和英商华洋德律风公司签订《通话合同》后，上海地区华界和租界电话开始互通。同年5月10日，上海电话局在总局内设长途台，开通吴淞、苏州、无锡三地长途电话电路。1928年3月9日上海电话局为便于把沪宁长途电话接通租界，把原设在南市电话局的长途台移至闸北分局。
1927年11月：英商华洋德律风公司江西路中央电话交换所第一批美商西方电气公司生产的7A1型24V旋转制自动交换机5000门开通。这标志着上海电话技术进入“旋转式”（Rotary)混合组网阶段。1929年中央电话交换所完成扩容工程，总容量达到1万门。
1930年8月5日：英商华洋德律风与美商上海电话公司（Shanghai Telephone Co.，由ITT公司组建)签署资产转让协议，并分别与公共租界和法租界当局签订为期40年的电话专营合约，开始正式经营租界内电话，公司设在江西中路232号，首任总经理鲍德（C. W. Porter)。